# Länsiaukko
Länsiaukko är en fjärd i Finland. Den ligger i landskapet Egentliga Finland, i den sydvästra delen av landet, 170 km väster om huvudstaden Helsingfors.
Länsiaukko avgränsas av Häviluoto i nordöst, Karitluoto i öster, Samsor i söder och Halvvägsklobben i nordväst. Den ansluter till Hänninaukko i norr, Falkinkurkku i söder och Samsorfjärden i väster.